# Градац (река)
Градац (серб. Градац) — река в Сербии, относящаяся к бассейну реки Дунай, приток реки Колубара.

## Физико-географическая характеристика
Градац — река-понор, которая в верхнем течении, в горах Повлен, переходит в подземные воды. Высота устья — 183 м над уровнем моря. Окончательно река появляется из под земли у села Богатич, от которого и до монастыря Челие река течёт по извилистому ущелью. Впадает в реку Колубара в городе Вальево.

## Экономико-географическая характеристика
Река не судоходна. По ущелью, по которому протекает река, проходит железная дорога Белград-Бар. На реке располагается несколько мельниц. Живописные берега используются как объекты отдыха и туризма.

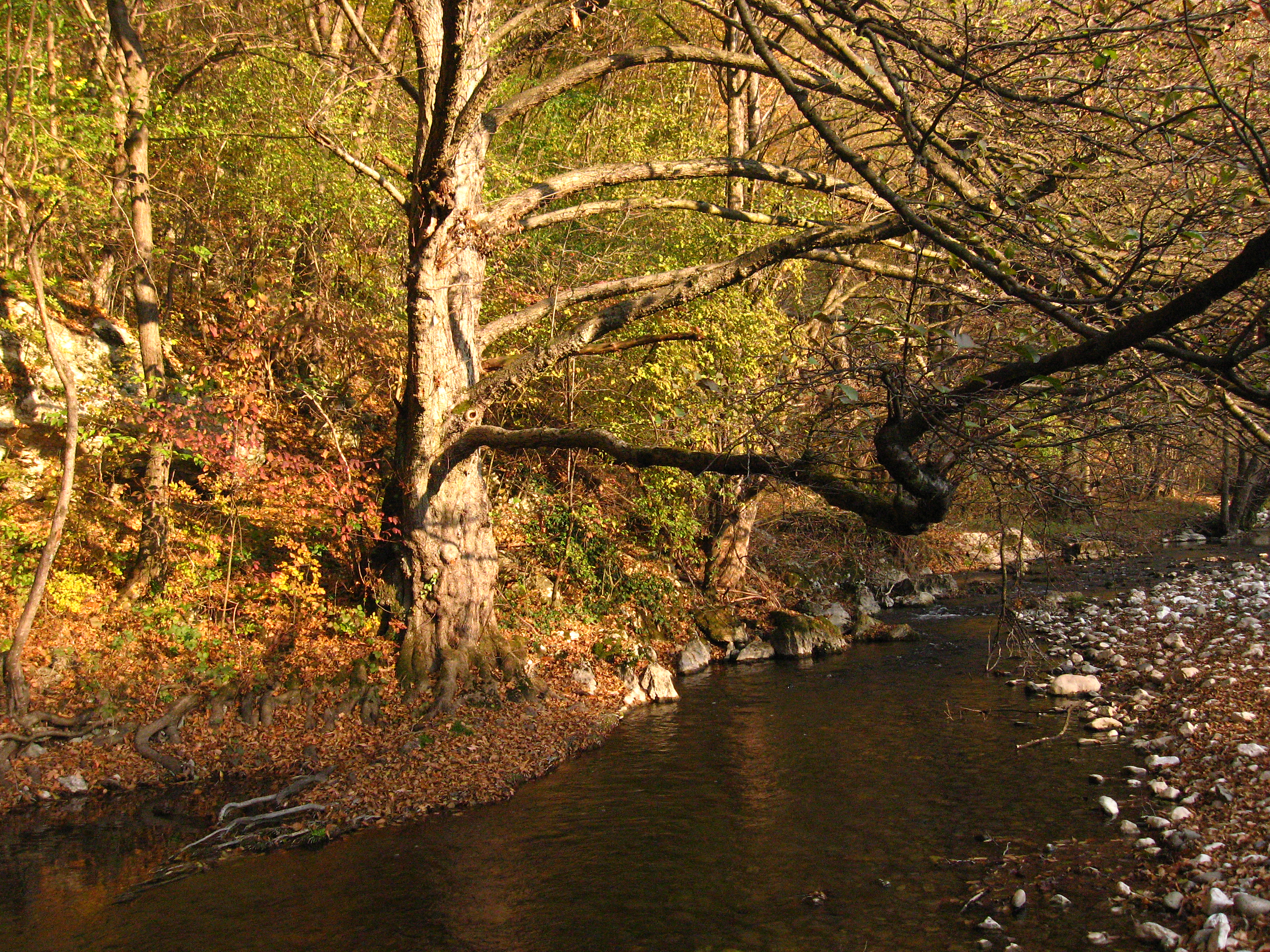
Река Градац - город Красочные холст
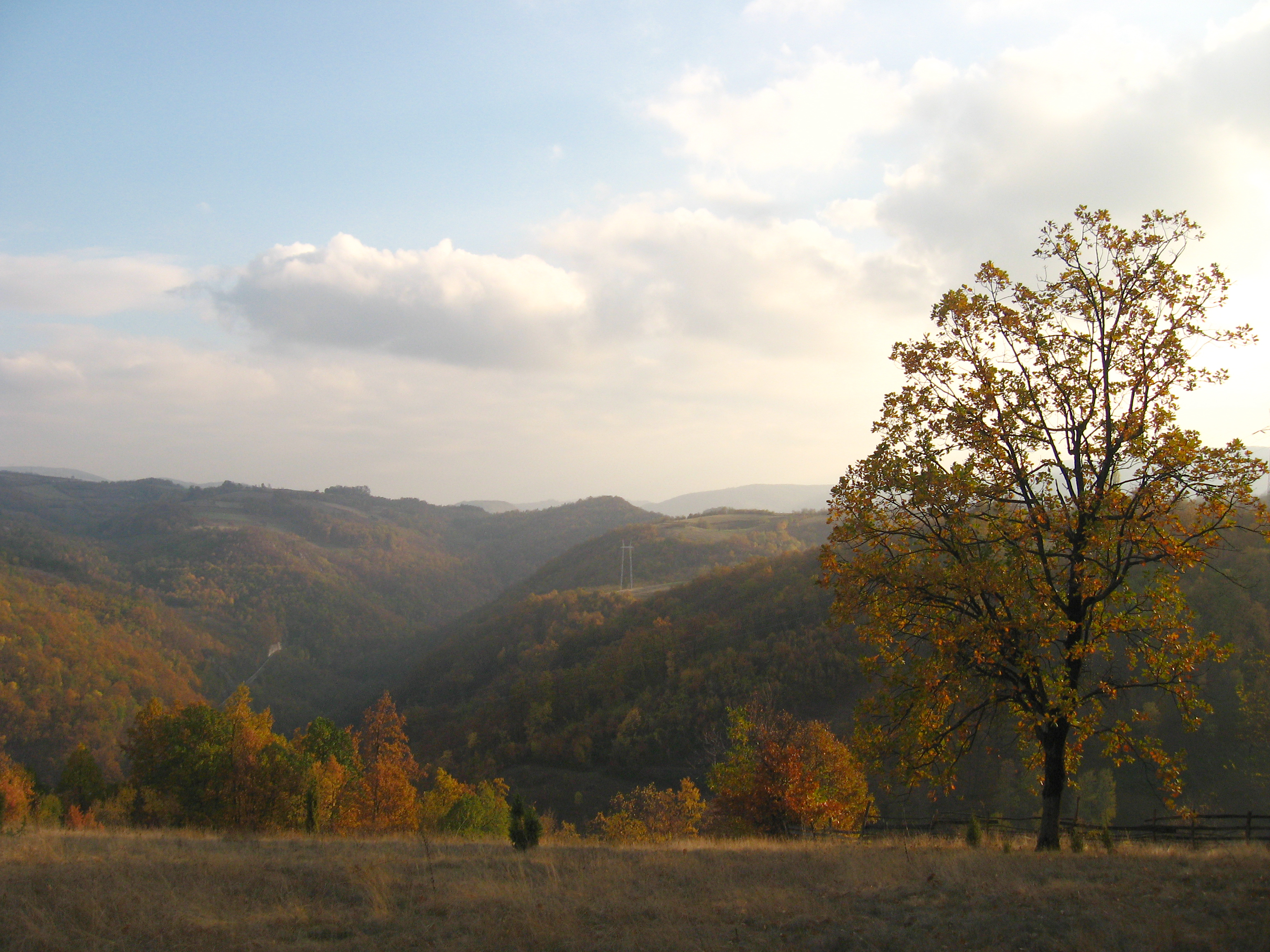
Источник де ла Ривьер Градач - панорама
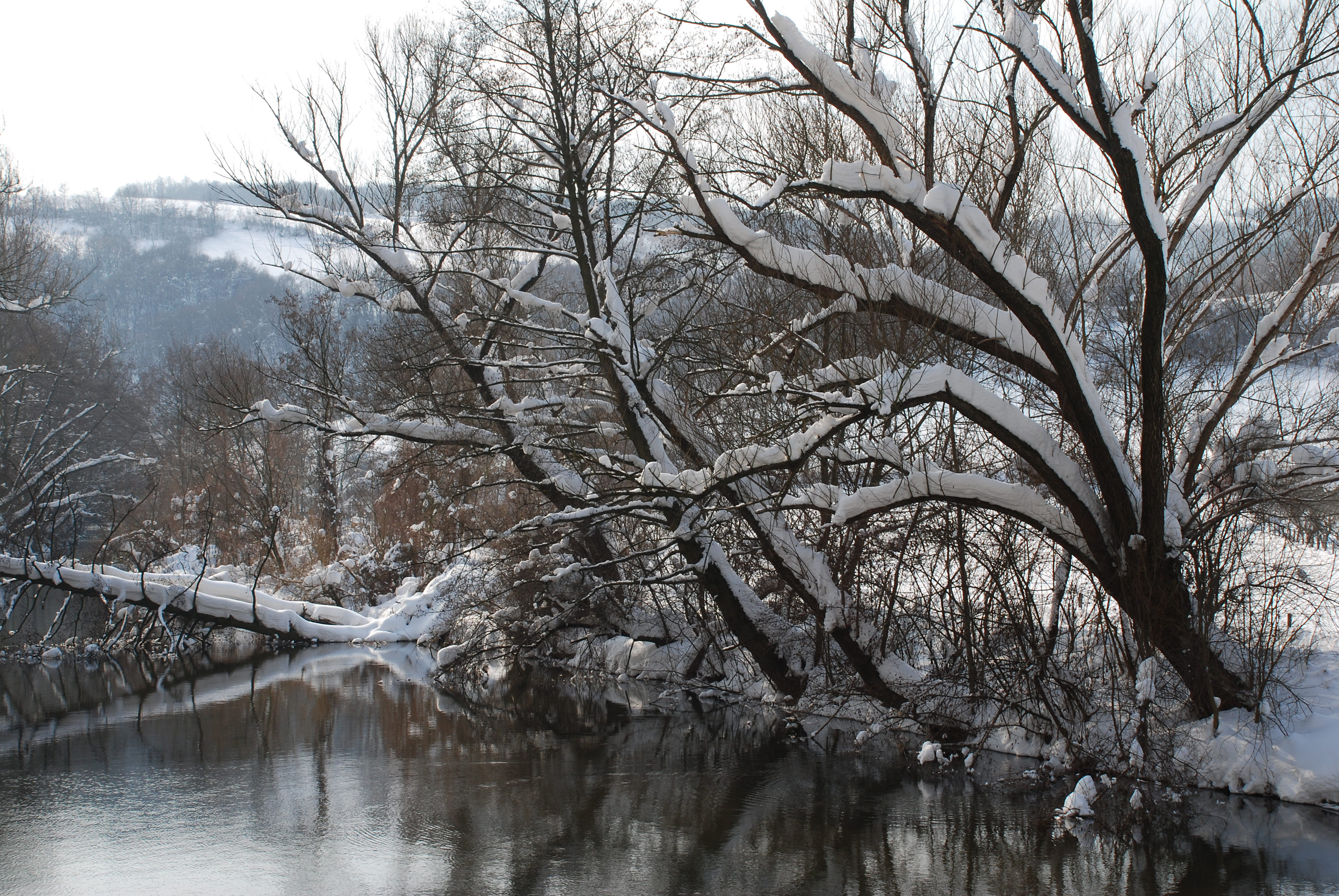
город Anatema
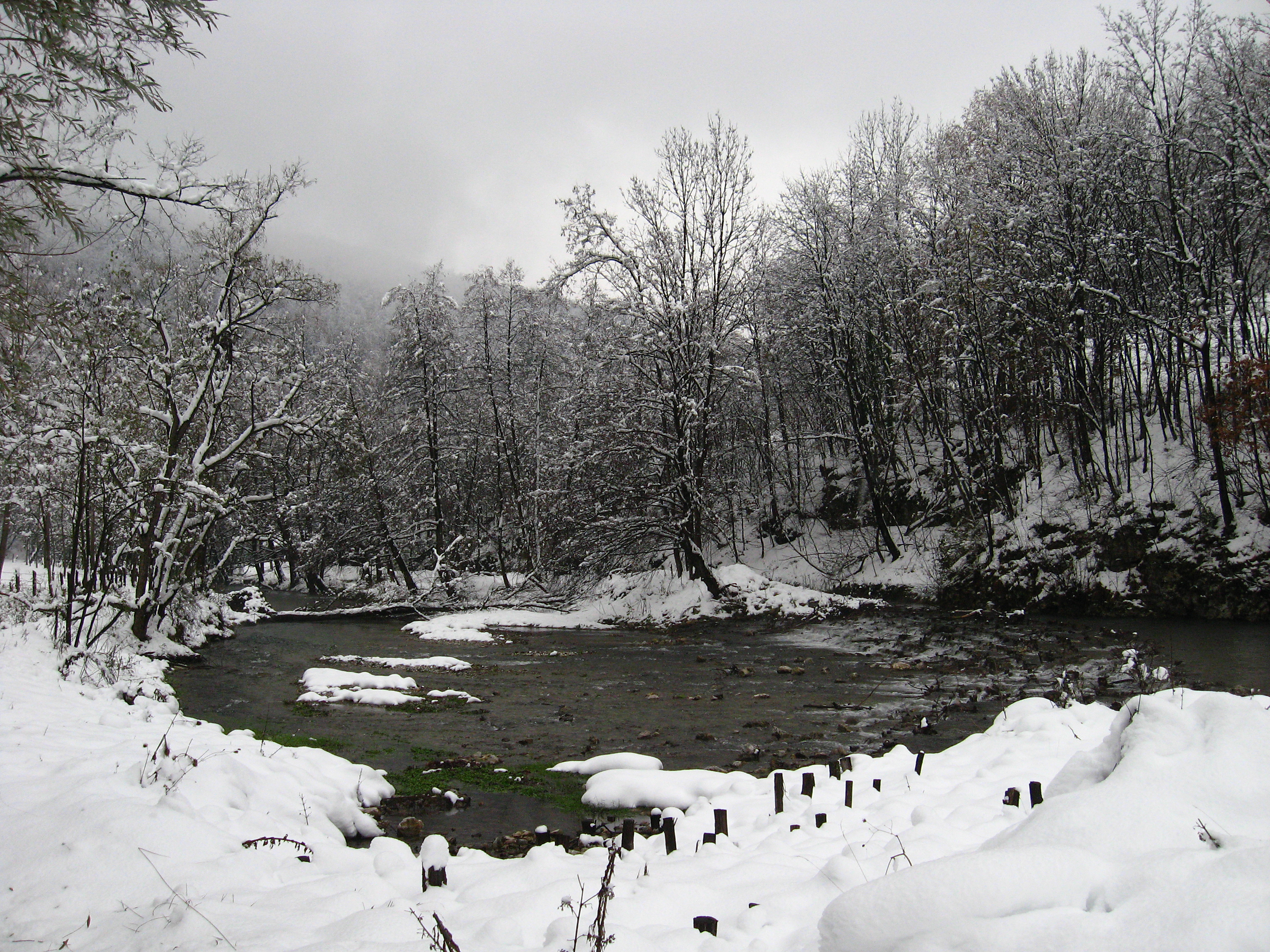
Erode плотину - средний поток реки Градац
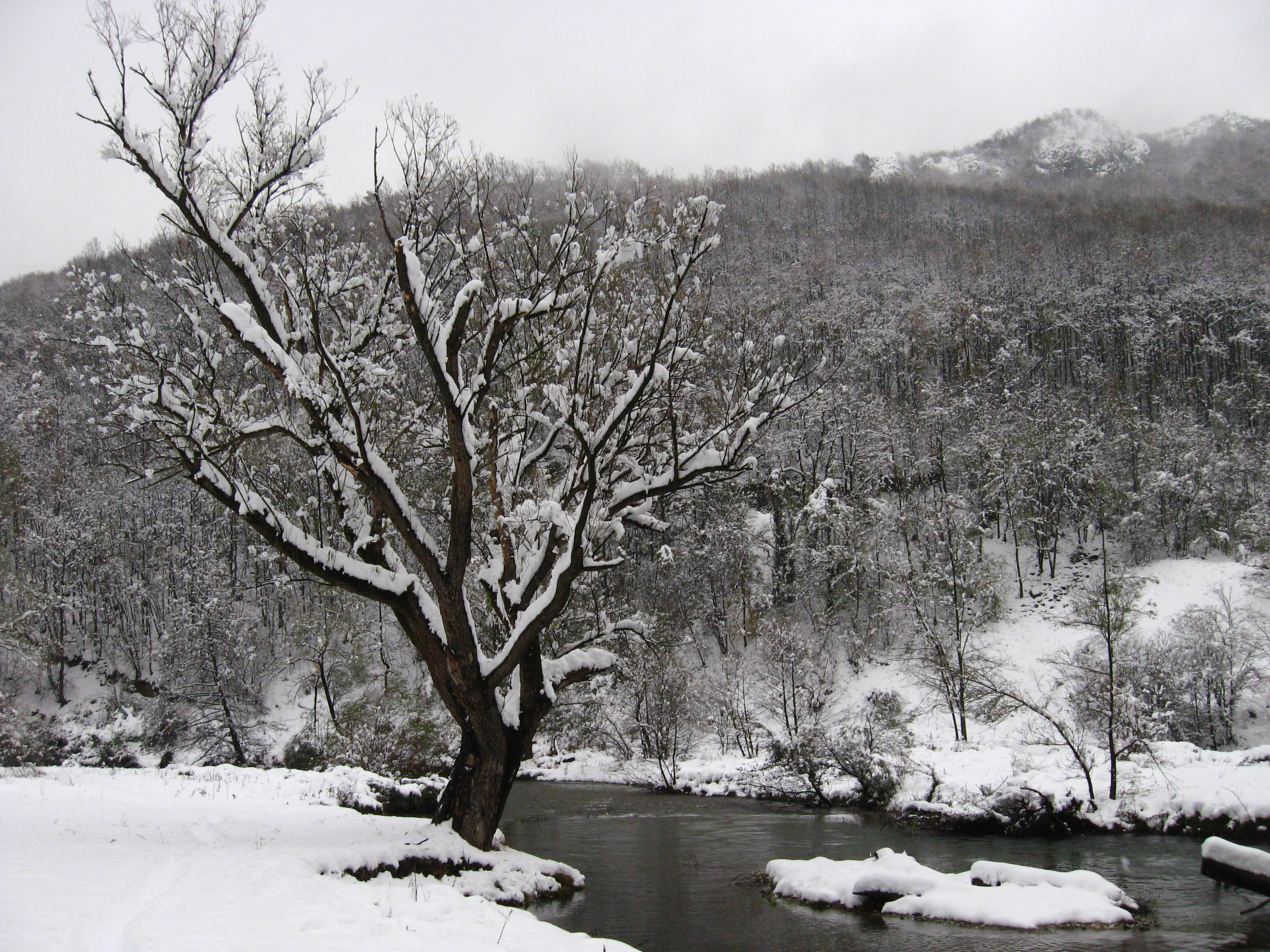
В монастыре Celije - средний поток реки Градац
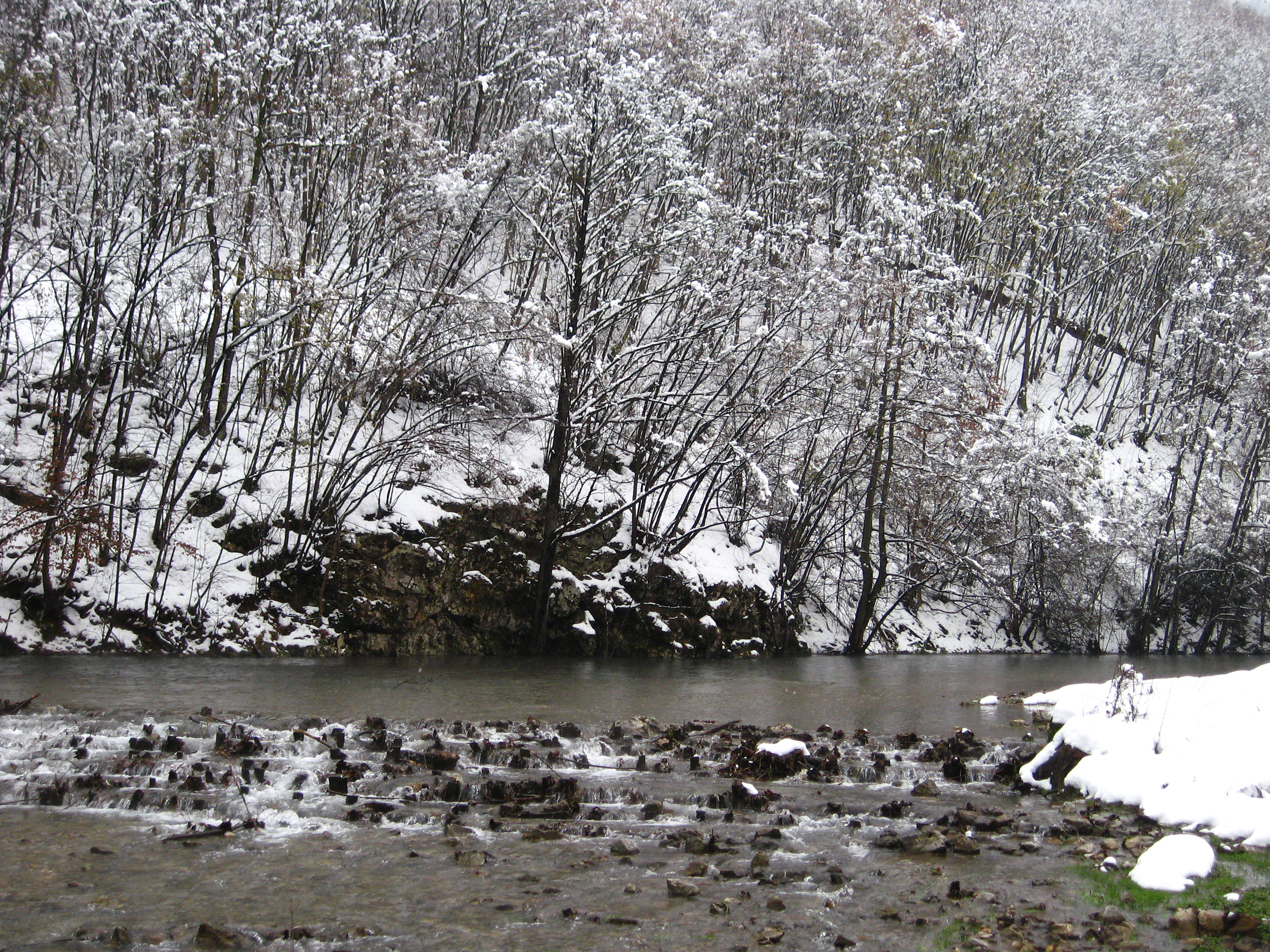
Река Градац - город Красочные холст
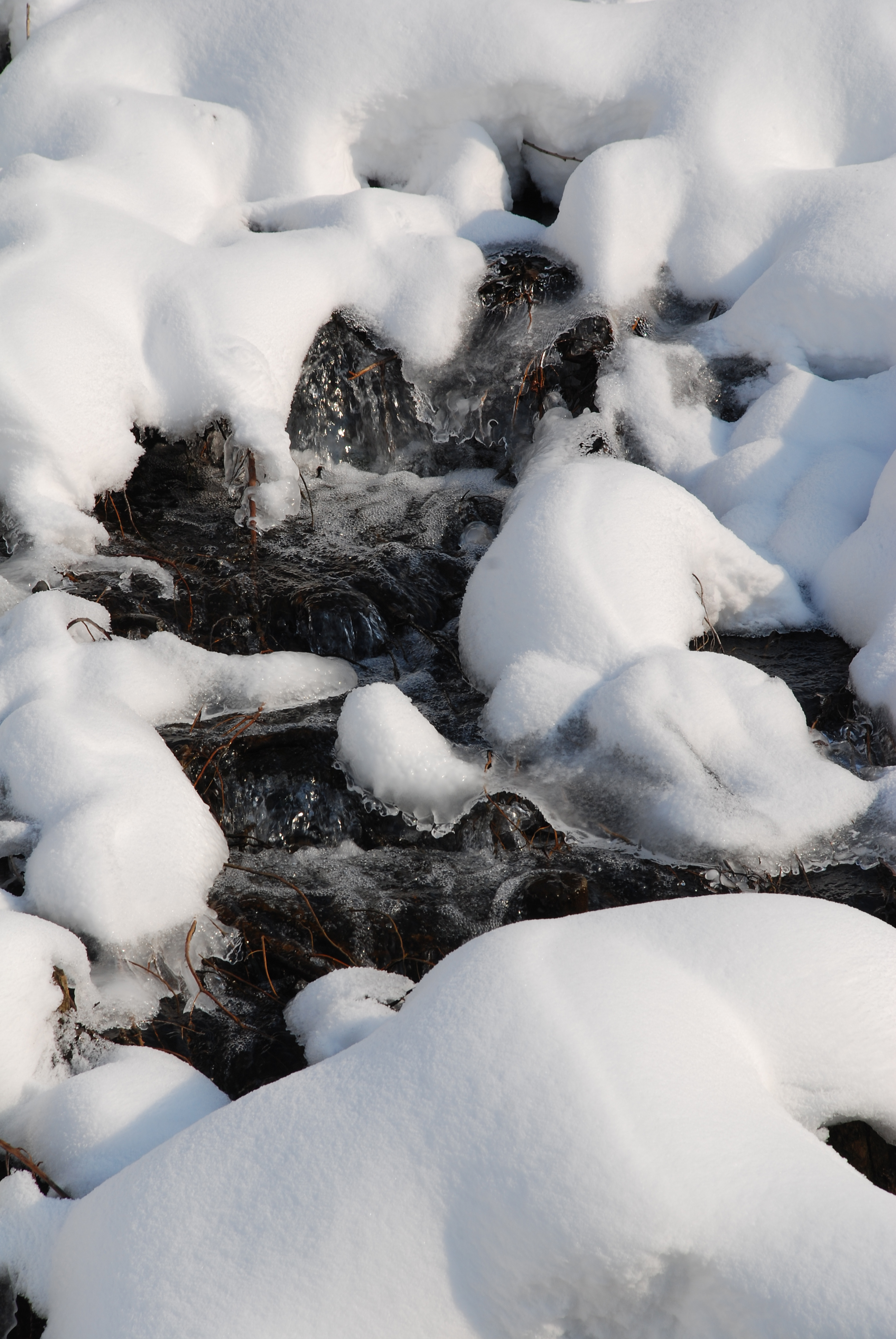
средний поток реки Градац